# Syntrichia ammonsiana
Syntrichia ammonsiana là một loài Rêu trong họ Pottiaceae. Loài này được (H.A. Crum & L.E. Anderson) Ochyra miêu tả khoa học đầu tiên năm 1992.